# جاك هاريس (لاعب غولف)
جاك هاريس (بالإنجليزية: Jack Harris)‏ هو لاعب غولف أسترالي، ولد في 8 ديسمبر 1922 في West Footscray, Victoria ‏ في أستراليا، وتوفي في 22 أغسطس 2014 في ملبورن في أستراليا.